# Houghton (New York)
Pour les articles homonymes, voir Houghton.
Houghton est une census-designated place du comté d'Allegany, dans l'État de New York, aux États-Unis,,. En 2020, elle compte une population de 1 488 habitants.